# Personaggi di Band of Brothers - Fratelli al fronte

Screenshot dei titoli di testa

Questa voce contiene un elenco dei personaggi presenti nella miniserie televisiva Band of Brothers - Fratelli al fronte.

## Personaggi

### Richard Winters
Durante la seconda guerra mondiale per un breve periodo comandò la Compagnia Easy, resa celebre da Stephen Ambrose nel libro Banda di fratelli e nell'omonima serie televisiva del 2001 che da esso è tratta, trasmessa per la prima volta in Italia nel 2003. In seguito divenne comandante dell'intero 2º Battaglione del 506º Reggimento di Fanteria Paracadutista della 101ª Divisione Aviotrasportata.

### Lewis Nixon
Fu capitano nella seconda guerra mondiale, apparteneva alla 101ª Divisione Aviotrasportata, 506º Reggimento di Fanteria Paracadutista, e partecipò all'operazione Market Garden. Nixon conseguì il grado di sottotenente alla Army Officer Candidate School nel 1941 e decise di chiedere l'assegnazione ai paracadutisti. Da qui l'assegnazione alla Scuola di paracadutismo a Fort Benning in Georgia e poi in Inghilterra coinvolto nella preparazione dello sbarco in Normandia. Inizialmente venne assegnato al 2º battaglione come S-2 (ufficiale addetto alle informazioni), e poi sempre come S-2 al 506º reggimento, trascorrendo tutta la campagna di Normandia senza sparare un colpo. Comunque nei Paesi Bassi venne colpito da un proiettile di una MG 42. Partecipò anche alla Operazione Varsity assegnato provvisoriamente alla 17ª divisione paracadutisti.

### Jack E. Foley
Durante la guerra raggiunse il grado di tenente.

### Lynn Compton
Durante la guerra raggiunse il grado di sottotenente. Era candidato a diventare comandante della Compagnia Easy per sostituire Dick finché non ebbe una crisi a Bastogne.

### Clancy O. Lyall
Durante la seconda guerra mondiale è stato sergente capo. È sepolto presso l'Evergreen Memorial Gardens, Great Mills, Maryland.

### Herbert M. Sobel
Comandante della Compagnia Easy durante l'addestramento a Camp Toccoa, col grado di Capitano. Fu trasferito ad altro reparto durante il soggiorno in Gran Bretagna, poco prima del D-Day, sostituito dal Ten. Thomas Meehan III.
Dopo la guerra svolse il lavoro di ragioniere.

### Harry F. Welsh
Durante la guerra è stato tenente della Compagnia Easy.

### Robert E. Wynn
Durante la guerra raggiunse il grado di sergente.

### Frederick T. Heyliger
Durante la guerra raggiunse il grado di capitano.

### Eugene G. Roe
Durante la guerra è stato sottufficiale della Compagnia Easy. Era un medico.

### William Guarnere
Durante la guerra è stato sergente della Compagnia Easy. È stato ferito a una gamba a Bastogne, e successivamente gli viene amputata.

### Thomas Meehan III
Durante la guerra raggiunse il grado di ufficiale della Compagnia Easy, di cui era stato designato Comandante dopo la rimozione del Capitano Sobel. Morì durante il D-Day a causa del fuoco di contraerea nemico che colpì l'aereo sul quale si trovava, prima di lanciarsi.

### Albert Blithe
Durante la guerra raggiunse il grado di sergente capo della Compagnia Easy.

### Frank J. Perconte
Durante la guerra è stato un sottufficiale.

### Carwood C. Lipton
Sergente durante l'addestramento, poi Sergente Maggiore in Normandia e 1° Sergente durante l'assedio di Bastogne, verso la fine della guerra, grazie anche ai suoi meriti come Sergente di Plotone prima e Compagnia poi, e a causa anche della penuria di ufficiali dopo la Normandia, Bastogne e Market Garden, è stato congedato da sottufficiale di leva e commissionato per meriti sottotenente (2° Tenente secondo la dizione USA), fino a diventare tenente della Compagnia Easy.

### Norman S. Dike
Durante la seconda guerra mondiale è stato un tenente.

### Ronald C. Speirs
Durante la guerra fu capitano della Compagnia Easy. Fu inizialmente comandante di plotone delle compagnie Charlie e Baker del 1º Battaglione del 506º Reggimento di Fanteria Paracadutista, dopodiché fu assegnato nella Compagnia Dog prima dell'Operazione Overlord, prima che la sua unità fosse spostata nella Compagnia.
Dopo la guerra rimase nell'Esercito fino al grado di Colonnello, e venendo nominato Governatore del Carcere di Spandau, dove erano rinchiusi i prigionieri nazisti in attesa del processo di Norimberga.

## Galleria d'immagini

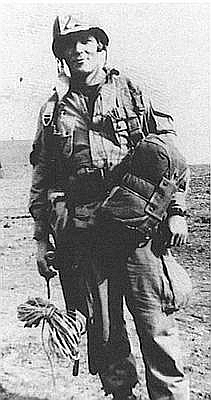
Richard D. Winters
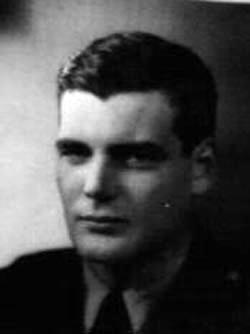
Lewis Nixon
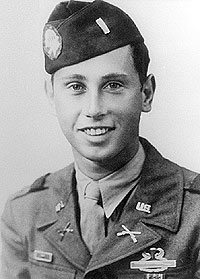
Jack E. Foley
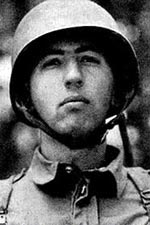
Herbert M. Sobel
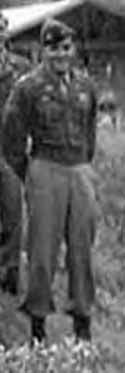
Harry F. Welsh
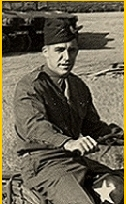
Frederick T. Heyliger
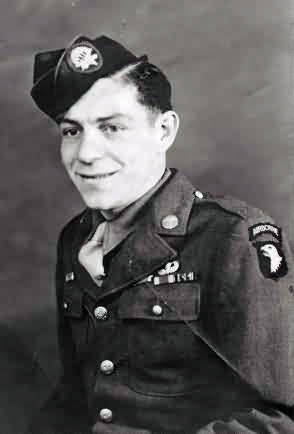
Eugene G. Roe
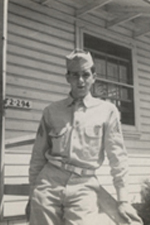
William Guarnere
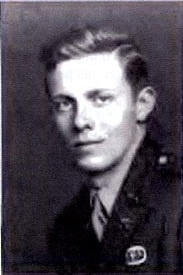
Thomas Meehan III
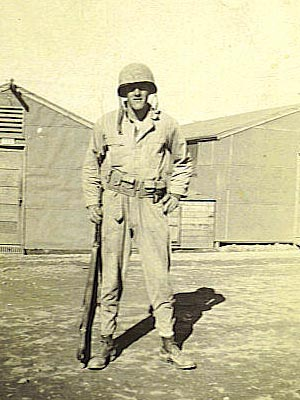
Albert Blithe
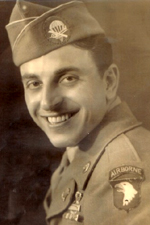
Frank J. Perconte
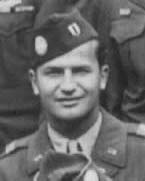
Ronald C. Speirs